# Hematòcrit
L'hematòcrit (HT o HCT), també conegut com a fracció en volum d'eritròcits, és el percentatge en volum (%) de glòbuls vermells de la sang. Les xifres normals d'hematòcrit són un 45% pels homes i un 40% per les dones (alguna font apunta que el percentatge oscil·la entre el 42%-47% a les dones i el 45%-52% als homes depenent de diversos factors fisiològics, com l'edat i la condició física del subjecte). És considerat una part integral dels resultats d'un hemograma complet d'una persona, juntament amb la concentració d'hemoglobina i el comptatge de leucòcits i plaquetes. Com que el propòsit dels glòbuls rojos és transferir oxigen dels pulmons als teixits del cos, l'hematòcrit d'una mostra de sang –el percentatge en volum de glòbuls rojos– pot ser un punt de referència de la seva capacitat de portar oxigen.
La mesura del nivell d'hematòcrit d'una mostra de sang d'un individu pot revelar-ne possibles malalties. Per exemple, una persona amb anèmia té un nivell anormalment baix d'hematòcrit, de manera oposada a una persona amb policitèmia, que el té anormalment alt. Per una condició mèdica tal com l'anèmia, que pot passar desaparcebuda, una manera de diagnosticar-la és mesurant el nivell d'hematòcrit a la sang.